# El Royo
El Royo – gmina w Hiszpanii, w prowincji Soria, w Kastylii i León, o powierzchni 126,06 km². W 2011 roku gmina liczyła 315 mieszkańców.